# The Best (album của t.A.T.u.)
The Best là một bộ đĩa gồm CD và DVD với các bài hát của nhóm nhạc Nga t.A.T.u.. Bộ đĩa gồm những bài hát nổi tiếng nhất của nhóm, những remixes hiếm có, 3 bài hát chưa được ra mắt, 1 video chương trình biểu diễn của nhóm, video nhạc và nhiều thứ khác. The Best có hai loại khác nhau. Một loại thì gồm CD và DVD còn loại kia thì chỉ có CD. Loại thứ nhất thường được gọi là "Deluxe Edition". Tại Hàn Quốc, "Deluxe Edition" có kèm theo áp phích hình của t.A.T.u. Tại Mỹ, chỉ có CD là được bán và nó chỉ bán tại Best Buy (là một cửa tiệm lớn bán đủ loại đồ tại Mỹ).
Đĩa ra ngày 4 tháng 9 năm 2006 tại Hàn Quốc và Brasil, ngày 11 tháng 9 năm 2006 tại Anh và châu Âu,ngày 27 tháng 9 năm 2006 tại Nhật Bản, ngày 29 tháng 9 năm 2006 tại Đức, và ngày 10 tháng 10 năm 2006 tại Hoa Kỳ. Đĩa được bán ở iTunes Store vào ngày 7 tháng 11 năm 2006.

## Bài hát trong đĩa

### Đĩa 1 (CD)
1. All About Us
2. All the Things She Said
3. Not Gonna Get Us
4. How Soon Is Now?
5. Loves Me Not
6. Friend or Foe (Radio Version)
7. Gomenasai
8. Null and Void
9. Cosmos (Outer Space) (She Wants Revenge Remix)
10. Show Me Love (Radio Version)
11. Craving (I Only Want What I Can't Have) (Bollywood Remix)
12. Ne Ver', Ne Boysia (Eurovision Song)
13. 30 Minutes
14. Divine (Extended Version)
15. Perfect Enemy
16. All the Things She Said (Dave Audé Remix Edit)
17. Lyudi Invalidy (Russian Version Remix)
18. Loves Me Not (Glam As You Mix Radio Edit)
19. Nas Ne Dogonyat (Not Gonna Get Us Russian Version)
20. Ya Soshla S Uma (All The Things She Said Russian Version)

### Đĩa 2 (DVD)
Video concert:
1. Dangerous and Moving Intro
2. All About Us
3. Not Gonna Get Us
4. Obezyanka Nol
5. Loves Me Not
6. All The Things She Said
7. Biểu diễn tại Glam As You, Paris Pháp

Music Videos:
- Gomenasai
- Gomenasai (Animated Version)
- How Soon Is Now?
- Lyudi Invalidy
- All About Us (Explicit Version)
- All About Us (Edited Version)
- Friend or Foe

Remix Videos:
- All the Things She Said (Hardrum Remix)
- Not Gonna Get Us (Dave Audés Velvet Dub)
- All About Us (Dave Audé's Big Mixshow)
- Friend or Foe (L.E.X. Massive Club Remix)

Making Of:
- All About Us Video
- Friend or Foe Video ft. Sting
- Making of the song, Gomenasai featuring Richard Carpenter

International TV spots:
- Nhật
- Đức
- Pháp
- Đài Loan
- Anh
- Nga

## Single từThe Best
- Loves Me Not

## Những chuyện liên quan tớiThe Best
- The Best được phát hành đầu tiên tại Đài Loan.
- Lúc đầu album được đặt tên là "t.A.T.u. The Chrysalis Period" nhưng sau đó được đặt tên lại là "t.A.T.u. The Best" hay là "The Best".
- Divine mặc giù được đặt tên là Divine Extended (extended nghĩa là dài hơn hay lâu hơn) nhưng bài cũng dài bằng bài Devine ở trong Dangerous and Moving và All About Us.
- Nas Ne Dogonyat và Ya Soshla S Uma được lấy từ album 200km/h in the wrong lane chứ không phải từ album đầu tiên 200 Po Vstrechnoy. (bài Nas Ne Dogonyat và Ya Soshla S Uma đã được thay đổi một chút sau khi được phát hành lần đầu tiên tại Nga cho nên cho giù là cùng tên nhưng 2 bài không có trùng hết trong lời nhạc)
- Null And Void là bài hát mới duy nhất trong album. (english version of Obezyanka Nol')
- Lúc đầu iTunes ở Mỹ chỉ bán CD của album (không có những bài tiếng Nga) nhưng sau này vì có nhiều người muốn mua cho nên họ đã đồng ý bán album với cả CD và DVD.